# بريت راينبو
بريت راينبو (بالإنجليزية: Brett Rainbow)‏ مواليد 30 أكتوبر 1975، هو لاعب كرة سلة أسترالي سابق وحمل الرقم 23.